# BVG-Baureihe IK
Die Baureihe IK ist ein Fahrzeugtyp für das Kleinprofilnetz der Berliner U-Bahn. Mit geringen Umbauten können die Züge aber auch im Großprofilnetz eingesetzt werden, was mangels einsatzfähiger Großprofilfahrzeuge seit dem Oktober 2017 auf der U5 praktiziert wird. Diese Bauart stellt damit den derzeit einzigen Fahrzeugtyp dar, der sowohl im Klein- als auch Großprofilnetz eingesetzt wird.

## Entwicklung
Im Juni 2012 bestellten die Berliner Verkehrsbetriebe (BVG) bei Stadler Pankow zunächst zwei Prototypen, die seit September 2015 im Linienbetrieb getestet werden. Des Weiteren umfasst die Bestellung eine Option zur anschließenden Lieferung von 24 Serienfahrzeugen, die ab 2017 als Ersatz für die Züge der Baureihe A3L71 gedacht sind. Der Gesamtauftrag hat ein Volumen von rund 158 Millionen Euro. Über diesen Auftrag hinaus besteht die Option zur Bestellung von weiteren 10 Fahrzeugen. Die BVG führte 2015 unter ihren Fahrgästen eine Umfrage durch, um einen Spitznamen für die Baureihe IK zu bestimmen. Anfang Mai 2015 entschied sich die BVG für „Icke“. Inwiefern dieser Spitzname tatsächlich Eingang in den Normalsprachgebrauch findet, bleibt abzuwarten.

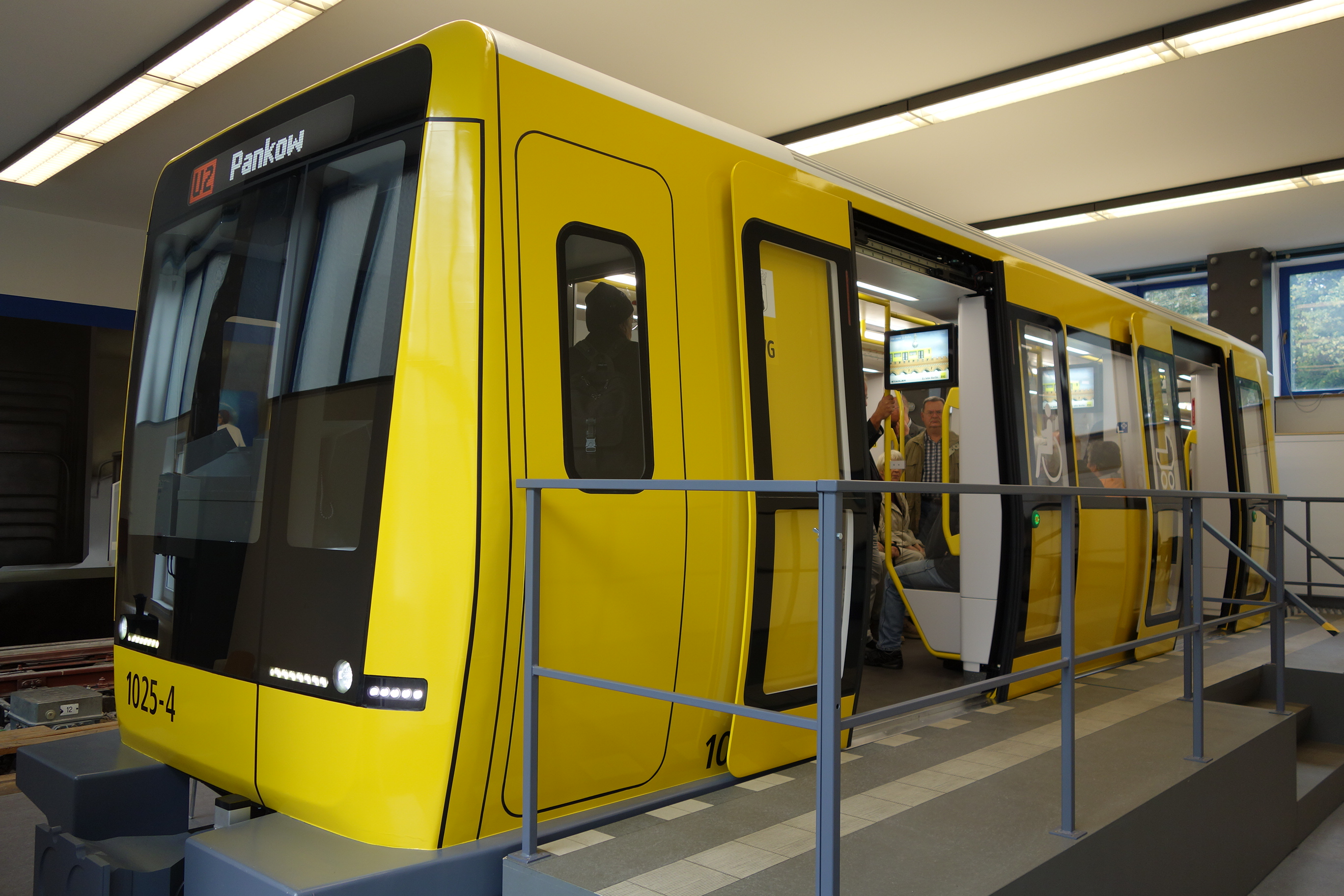
Mock-up eines Endwagens

Im Mai 2013 stellte die BVG ein rund 9,4 Meter langes 1:1-Modell eines Endwagens vor. An diesem wurden Detailabstimmungen für die endgültige Gestaltung vorgenommen. Die Fertigung der Prototypen begann im April 2014, im August desselben Jahres konnte die Endmontage abgeschlossen werden. Anfang Februar 2015 erfolgte die Lieferung des ersten Zugs, des zweiten Anfang März 2015. Diese wurden – zusammen als Achtwagenzug – mehrere Monate auf Testfahrten ohne und mit Fahrgästen erprobt. Nach Verzögerungen sind die Testzüge 1025 und 1026 seit September 2015 im Linienbetrieb auf der Linie U1 und U2 aktiv. Im Juli 2015 wurden elf weitere Vorserienfahrzeuge bestellt, die aus dem „Sondervermögen Infrastruktur der Wachsenden Stadt (SIWA)“ finanziert und ab 2017 ausgeliefert werden sollen. Im Juli 2016 bewilligte der Aufsichtsrat der BVG den Kauf von 27 weiteren Fahrzeugen.

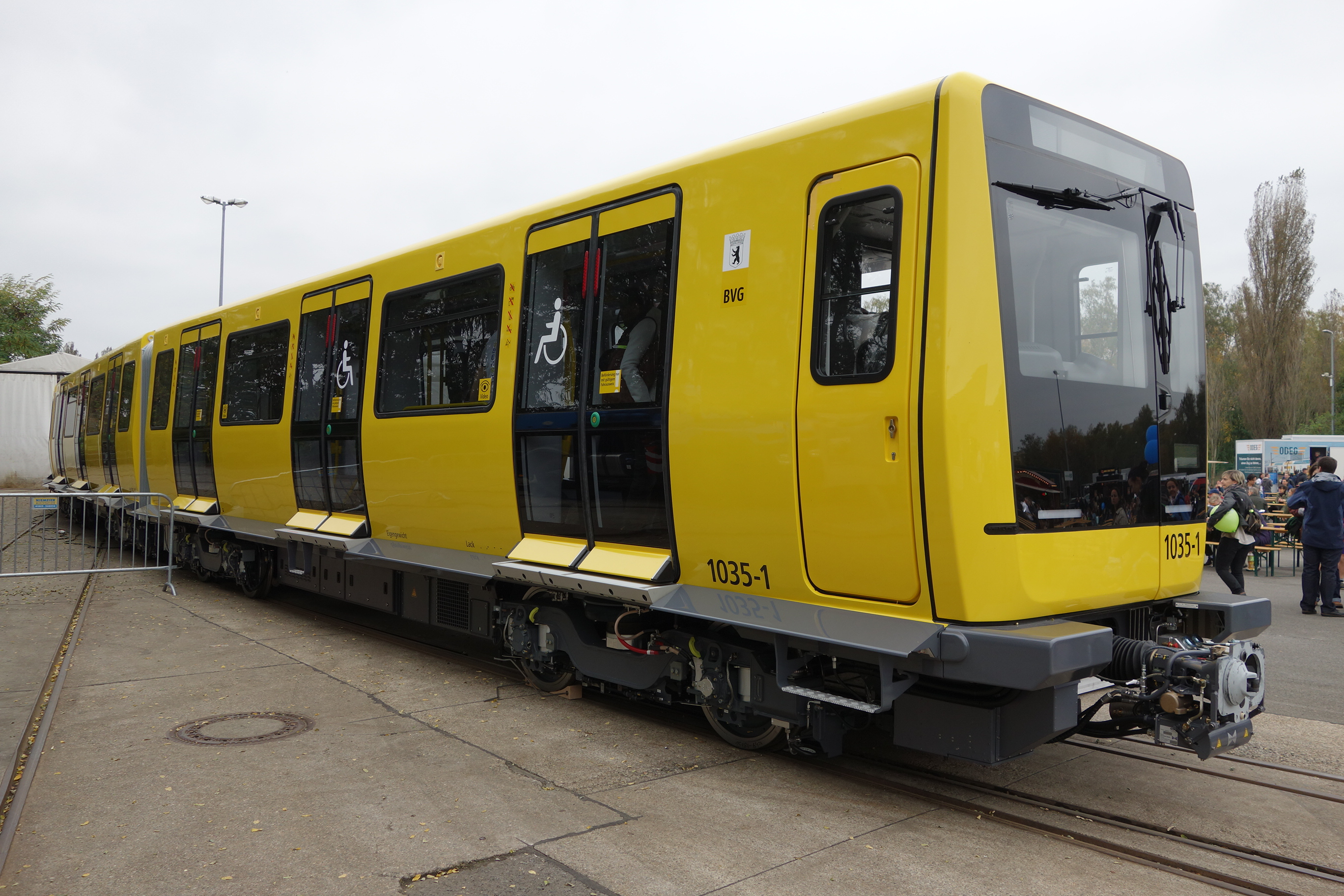
IK17-Zug mit Spaltüberbrückung im Stadler-Werk Pankow

Zwischen Juli und Dezember 2017 wurden insgesamt 11 Vierwagenzüge der Serie IK17 ausgeliefert. Diese Züge werden zur Verstärkung der Großprofilflotte auf der Linie U5 eingesetzt und erhalten dafür zwischen Bahnsteig und Fahrzeug eine 17,5 cm breite Spaltüberbrückung. Da der Einsatz von Kleinprofilwagen im Großprofilnetz grundsätzlich unwirtschaftlich ist und nur eine Übergangslösung darstellt, sollen diese Züge später ebenfalls im Kleinprofilnetz verkehren. Weiterhin mussten zum Ausgleich der unterschiedlichen Bahnsteighöhen im Groß- und Kleinprofilnetz die Wagenkästen durch Auflagen auf den Drehgestellen um rund 75 mm höher gelegt werden. Die Zugenden erhielten Kupplungsadapter zum Höhenausgleich. Der erste Einsatz eines IK17-Zugs im Fahrgasteinsatz erfolgte auf der Linie U5 am 27. Oktober 2017.
Im August 2017 wurden Pläne bekannt, weitere 20 Vierwagenzüge für die Großprofil-Linie U5 zu beschaffen. Hintergrund ist der zunehmende Fahrzeugmangel, der insbesondere im Großprofilnetz inzwischen zum Ausfall von Fahrten führt. Diese Situation verschärfte sich weiter, als die geplante Modernisierung von 35 Doppeltriebwagen der Baureihe F79 aufgrund deren schlechten Zustandes (Risse an tragenden Elementen) scheiterte und ein Betrieb über das Jahr 2019 hinaus somit unwahrscheinlich wurde. Da die vorgeschriebene europaweite Ausschreibung für neue Fahrzeuge zeitaufwändig ist, genehmigte der BVG-Vorstand eine „Dringlichkeitsbeschaffung“ von weiteren Fahrzeugen der Baureihe IK als Übergangslösung. Am 25. Oktober 2017 wurde die Bestellung für die weiteren 20 Vierwagenzüge, welche ab dem ersten Halbjahr 2019 ausgeliefert werden sollen, durch den Aufsichtsrat der BVG bewilligt. Ende November 2017 wurde bekannt, dass Stadler-Konkurrent Siemens gegen die Dringlichkeitsbeschaffung mit einer Rüge vorgeht und eventuell vor die Vergabekammer des Landes zieht, was die Auslieferung der Züge gefährden könnte. Die Rüge wurde im Februar 2018 von der Vergabekammer abgewiesen. Siemens reagierte darauf mit einer Klage vor dem Kammergericht. Der Rechtsstreit wurde im Juni 2018 einvernehmlich beigelegt. Als Teil der Klageabwendung wurde vereinbart, dass vorläufig nur 14 weitere Vierwagenzüge (56 Wagen) angeschafft werden und die restlichen 6 Einheiten (24 Wagen) in Abhängigkeit von den tatsächlichen Ausfällen bei der Baureihe F79 nachbestellt werden können.
Die beiden als IK15 bezeichneten Prototypeinheiten 1025 und 1026 wurden im Sommer 2017 bei Stadler technisch an die Serie IK17 angepasst. Unter anderem wurden neue Türen und stabilere Klappsitze eingebaut. Ende Februar 2018 kehrten diese ins U-Bahn-Netz zurück und werden seitdem als IK15U bezeichnet. Nach Anpassungsarbeiten können diese beiden Einheiten seit September 2018 wieder sowie die IK18-Einheiten erstmals mit Zügen der Baureihe HK06 im Zugverband verkehren. Infolge einer Softwareänderung in den IK-Zügen bei Fahrzeugdiagnose und Fahrgastinformation dürfen diese seit dem 1. April 2020 im Betrieb nicht mehr mit HK-Zügen gekuppelt werden.
Ab dem 3. April 2018 wurden die 27 Vierwagenzüge der Serie IK18 im Zweiwochenrhythmus an die BVG ausgeliefert. Dort werden sie primär auf der Kleinprofil-Linie U2 eingesetzt und sollen mittelfristig unter anderem die Wagen der Bauart A3L71 ersetzen. Anfang September 2019 wurde mit der Einheit 1064 die Auslieferung der IK18-Serie abgeschlossen.
Mit Auslieferung der ersten Einheit 5065 am 25. Mai 2020 begann die Lieferung der Serie IK20, welche erneut – wie die IK17 – vorerst im Großprofil auf der Linie U5 eingesetzt werden, um den Fahrzeugbedarf für die Ende 2020 erfolgte Durchbindung zum Hauptbahnhof zu decken. Entsprechend wurden die vom IK17 bekannten Spaltüberbrückungen angebracht. Wesentliche Unterschiede zu vorherigen Serien sind bei den IK20 beispielsweise die neue Sitzpolsterung mit dem Namen Urban Jungle, welche an das altbekannte Würmchenmuster aus älteren Baureihen der BVG angelehnt ist und bereits in Neufahrzeugen im Busbereich zu finden sind. Ebenfalls wurden im Fahrgastraum wesentlich weniger Fahrgastinformationsmonitore angebracht. Die Nummerierung unterscheidet sich von den vorherigen Lieferungen, so werden die Züge in den 5000er Bereich aufgenommen. Grund hierfür ist, dass im Kleinprofil die Nummern 1070 bis 1094 noch von den Wagen der Baureihe GI/1E belegt sind. Geplant ist, nach Ausscheiden dieser Einheiten die Züge in den 1000er Bereich einzuordnen.
Am 8. Dezember 2020 konnte die Auslieferung der Serie IK20 mit der Einheit 5078 abgeschlossen werden. Im Herbst 2021 wurden die ersten vier Einheiten der Serie IK20 für das Kleinprofilnetz – ihr eigentliches Einsatzgebiet – umgerüstet und dorthin überführt. Die Fahrzeuge der Baureihe IK werden vorrangig auf der Linie U2 und gelegentlich auch auf den Linien U1 und U3 eingesetzt.

## Aufbau

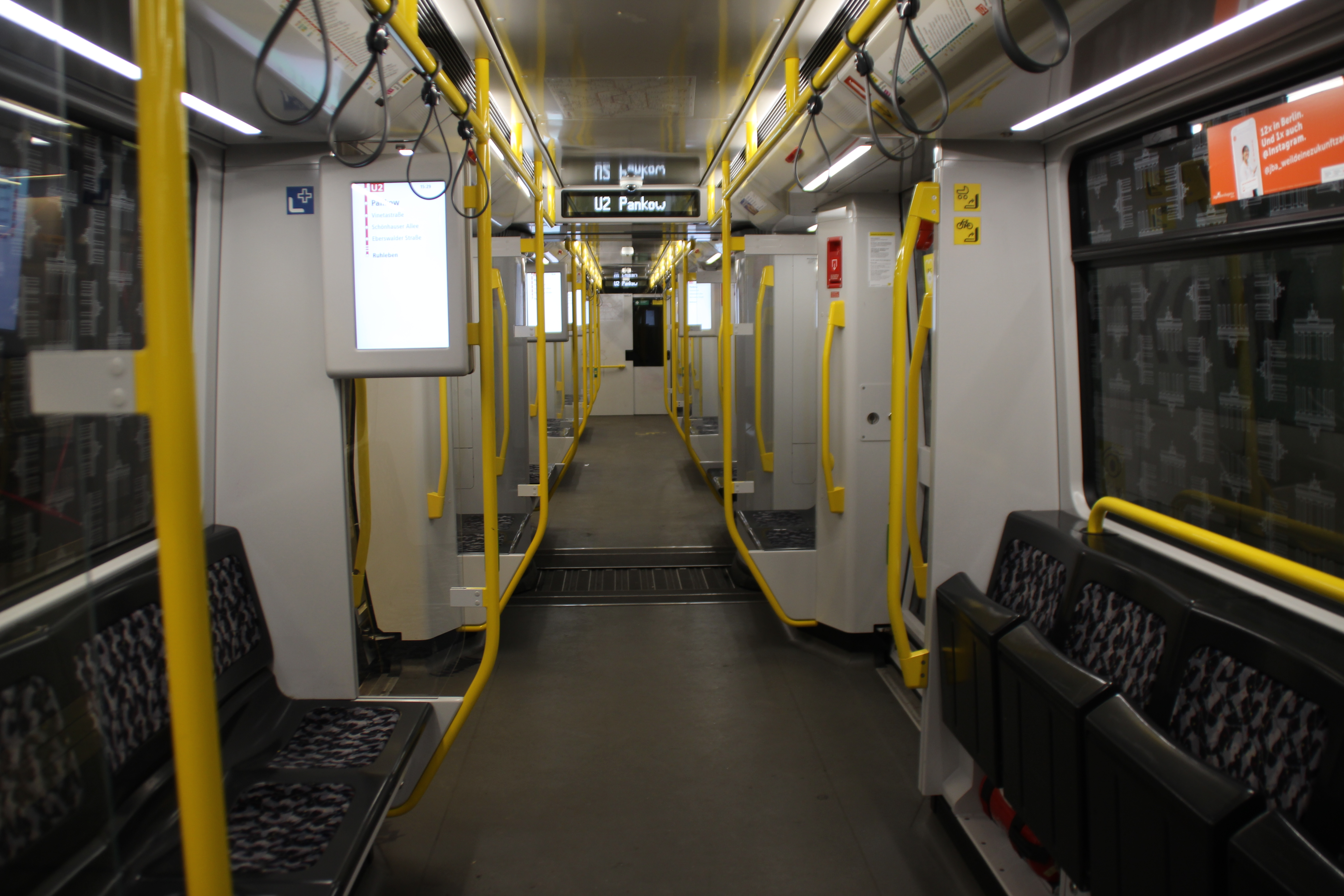
Innenraum

Technisch basiert die Baureihe IK auf der Straßenbahnserie Tango von Stadler. Dabei wurde das Konzept der Baureihe HK aus vier durchgehend begehbaren Wagen übernommen, wobei zwei Vier-Wagen-Züge im Betrieb zu einem Acht-Wagen-Zug gekuppelt werden können. Die Kupplung mit Fahrzeugen der Serie HK ist möglich und wird teilweise im Fahrgastbetrieb praktiziert. Des Weiteren verfügen die Züge über einen Polaritätsumschalter, um auch den Betrieb im Großprofilnetz zu ermöglichen. Wegen des bombierten Wagenquerschnitts erhöht sich die Breite des nutzbaren Fahrgastraums gegenüber den bisherigen Fahrzeugen um rund zehn Zentimeter, ohne in Konflikt mit den bestehenden Bahnsteigkanten zu geraten. Die Tunnel des Kleinprofilnetzes sind für die breiteren Züge grundsätzlich geeignet, jedoch mussten zur Gewährleistung des Sicherheitsabstands in einigen Tunnelabschnitten die Pfeiler versetzt werden.
Die Fahrzeuge sind luftgefedert und mit einer energiesparenden Beleuchtungs- und Signaltechnik sowie neuen Fahrgastinformationssystemen ausgestattet. Jeder Vier-Wagen-Zug ist durchgängig barrierefrei und verfügt über eine Gesamtkapazität von etwa 330 Plätzen, davon etwa 80 Sitzplätze in Längsbestuhlung und 250 Stehplätze. Die Mehrzweckbereiche wurden gegenüber der Vorgängerbaureihe vergrößert, weiterhin erhalten alle Wagen Videokameras. Durch Rekuperation beim Bremsen wird im Betriebsalltag mit einer Energierückgewinnungsquote von rund einem Fünftel gerechnet.
Neun der IK18-Einheiten (1056–1064) sowie alle 14 IK20-Einheiten werden mit Fahrgastzählgeräten an den Einstiegstüren ausgerüstet.

## Bewertung und Kritik
Positiv wahrgenommen wird, dass in Berliner U-Bahn-Fahrzeugen erstmals ein modernes Fahrgastinformationssystem eingesetzt wird und dass die Rollstuhlplätze deutlich sichtbar markiert sind. Dagegen sind 72 feste Sitzplätze in einem Vierwagenzug ein Negativrekord im Berliner Kleinprofil. Weiterhin werden unter anderem vom Fahrgastverband IGEB die „steinharten Sitze“ kritisiert sowie das Festhalten der BVG am Bekleben der Fensterscheiben.
Nach einem Jahr Probebetrieb weist die IGEB einerseits auf eine „ansprechende Optik“ und die guten Fahreigenschaften hin, bemängelt jedoch ein bedrückend enges Raumgefühl im Inneren. So werde der durch die Bombierung gewonnene Platz im Wesentlichen durch die tief aufbauenden Sitze wieder verschenkt. Auch schränkten die im Türbereich montierten voluminösen Monitore die Stehflächen dort sowie den Blick durch den Zug zusätzlich ein. Die von den (kuppelbaren) HK-Zügen erheblich abweichende Anordnung der Mehrzweckbereiche erschwere die Orientierung für darauf angewiesene Fahrgäste. Auch wird der unzureichende Informationsinhalt der an sich ausreichend großen LCD-Monitore kritisiert. Der Fahrgastwechsel werde durch die – gegenüber den Vorgängerbaureihen – verzögerte Türfreigabe und die langsamen Türbewegungen unnötig verlängert.